# 액면발행
액면발행(額面發行)은 주식을 발행할 때 시가에 관계없이 액면 전액불로 발행되는 것을 가리킨다. 현 상법에서는 시가발행이 원칙이며, 액면발행은 예외로 인정되었으나 다년의 관습에서 일반적으로 액면발행이 이루어지고 있다.